# ۱۶ بره
۱۶ بره یک ستاره است که در صورت فلکی بره قرار دارد.